# Tegu
Tegu (Daegu) (koreaiul: 대구, handzsa: 大邱, szó szerinti jelentésben: „nagy domb”) 2,5 milliós lélekszámú város Dél-Koreában, a 4. legnépesebb Szöul, Puszan (Busan) és Incshon (Incheon) után.
Tegu (Daegu) Észak-Kjongszang tartomány székhelye volt 2016-ig, ekkor Andongba helyezték át az adminisztrációt. 1981 óta tartományi jogú város.

## Közlekedés
A városban metróhálózat is üzemel.

## Közigazgatása
| Tegu (Daegu) közigazgatása | Tegu (Daegu) közigazgatása | Tegu (Daegu) közigazgatása | Tegu (Daegu) közigazgatása | Tegu (Daegu) közigazgatása | Tegu (Daegu) közigazgatása |
| -------------------------- | -------------------------- | -------------------------- | -------------------------- | -------------------------- | -------------------------- |
|                            |                            |                            |                            |                            |                            |
| #                          | Név                        | Hangul                     | Handzsa (Hanja)            | Terület (km²)              | Népesség (2015)            |
| Kerület                    |                            |                            |                            |                            |                            |
| 1                          | Csung-ku (Jung-gu)         | 중구                       | 中區                       | 7,06                       | 78 334                     |
| 2                          | Tong-ku (Dong-gu)          | 동구                       | 東區                       | 182,22                     | 339 608                    |
| 3                          | Szo-gu (Seo-gu)            | 서구                       | 西區                       | 17,48                      | 202 963                    |
| 4                          | Nam-ku (Nam-gu)            | 남구                       | 南區                       | 17,44                      | 160 164                    |
| 5                          | Puk-ku (Buk-gu)            | 북구                       | 北區                       | 94,08                      | 450 579                    |
| 6                          | Szuszong-ku (Suseong-gu)   | 수성구                     | 壽城區                     | 76,46                      | 437 328                    |
| 7                          | Talszo-ku (Dalseo-gu)      | 달서구                     | 達西區                     | 62,34                      | 607 224                    |
| Megye                      |                            |                            |                            |                            |                            |
| 8                          | Talszong (Dalseong)        | 달성군                     | 達城郡                     | 426,60                     | 189 852                    |

## Népesség
| Lakosok száma | 2 461 002 | 2 444 412 | 2 376 044 |
|               | 2016      | 2018      | 2023      |